# Cornelia Maria Savu
Cornelia Maria Savu (n. 4 septembrie 1954, Vatra Dornei - d. 22 noiembrie 2014, București) a fost o poetă română.

## Biografie

### Copilăria și studiile
Cornelia Maria Savu s-a născut la 4 septembrie 1954 la Vatra Dornei, județul Suceava.
„Pentru mine, ziua în care m-am născut este una ca oricare alta.
O zi de toamnă, în care simt foarte viu frisonul începutului de an școlar, de an universitar (pe vremea mea). Nu mă sperie trecerea timpului, încerc să prețuiesc fiecare clipă și, cât se poate, să-i adaug și un panaș de umor, de împăcare cu sinele, acestea fiind o moștenire de familie.”—Cornelia Maria Savu
A absolvit cursurile Facultății de Limba și Literatura Română (secția română-engleză) a Universității București în 1977. A lucrat ca profesoară de limba engleză, concomitent cu activitatea didactică ea a a condus Cenaclul literar Lucian Blaga fiind o prezență vie pe tărâmul activității cultural artistice a urbei natale. În anul 1990 devine redactor la Editura Ion Creangă, apoi redactor, șef departament, editorialist, editor senior la cotidianul Curierul național și la revista Cultura.

### Activitatea literară
A debutat publicistic în anul 1969 cu poeme în „România literară” și „Luceafărul”. Debutul editorial a avut loc în 1973 cu volumul „Totem în alb”, Editura Albatros, prefața fiind semnată de Nicolae Balotă.
„tot mai mult în poemele mele

sunt sindicul străduței întortocheate
dintr-un oraș cuprins de ciumă
fac numărătoarea morților
îi somez pe cei vii să răsară-n
ferestre văruite încui ușile
pun în jgheaburi pâinea și vinul
doar știi că până la urmă
fiecăruia i se fixează locul
între contaminare și pedeapsă
(și mai susținem noi că
poezia sporește când
boala și moartea șterg

interdicțiile?)”—Cornelia Maria Savu, Covorul roșu,  Roman cu sertare, 2005
Membră a Uniunii Scriitorilor din România, pentru poezia și publicistica ei, Cornelia Maria Savu a primit numeroase premii literare între care Premiul Nicolae Labiș, Premiul Asociației Scriitorilor București (2005) și Premiul Revistei Luceafărul pentru poezie, premiul pentru jurnalism cultural al Uniunii Scriitorilor din România, premiul pentru jurnalism cultural al APLER și premiul pentru jurnalism cultural al revistei Tomis.
 

A fost distinsă prin Decretul nr. 33 din 7 februarie 2004 cu Ordinul Meritul Cultural în grad de Ofițer.
„Semne de viață este unul dintre cele mai bune volume de poeme ale acestui deceniu.”—N. Manolescu, Romania Literară, 1988

## Opera

### Volume publicate
- Totem în alb, Editura Albatros 1973
- Uraniu, forme și oameni de zăpadă, Editura Eminescu 1978
- Emblema, Editura Eminescu 1980
- Aventuri fără anestezie, Editura Eminescu 1983
- Semne de viață, Editura Eminescu 1987
- Roman cu sertare, Editura Vinea, 2005
- 2009, Editura Dacia XXI, 2012

### Reportaje
- Călătorie în împărația munților, Cronica, anul XXIV, nr. 45, Iași, 1989

## Recunoaștere
- Ordinul Meritul Cultural în grad de Ofițer, Categoria A - Literatura, 2004[3]
- Premiul Asociației Scriitorilor București, 2005[4]